# Чаукин, Александр Сергеевич
Александр Сергеевич Чаукин (родился 22 апреля 1988) — российский спортсмен, чемпион Европы 2017 и Универсиады 2013 года по академической гребле, серебряный призёр чемпионата мира

## Биография
Серебряный призер чемпионата мира 2017 года в Сарасоте в составе легкой четвёрки без рулевого. 
В 2009 году был 18 в гонке лёгких четвёрок без рулевого. В 2013 году также - 18 в гонке двоек без рулевого.
Участник чемпионатов Европы. Чемпион Европы 2017 года вместе с Максимом Телицыным, Александром Богдашиным и Алексеем Викулиным.
Чемпион Универсиады в Казани.
За выдающиеся спортивные результаты на Универсиаде-2013 награждён почетной грамотой президента Российской Федерации.
Многократный чемпион России.